# Třída Thomaston
Třída Thomaston byla první moderní třída výsadkových dokových lodí amerického námořnictva. V letech 1953–1956 do služby vstoupilo osm jednotek této třídy, které americké námořnictvo používalo až do roku 1990. Hermitage a Alamo poté zakoupila Brazílie. Vyřazeny byly do roku 2016.

## Stavba
Celkem bylo postaveno osm jednotek této třídy. Všechny postavila loděnice Ingalls Shipbuilding v Pascagoule ve státě Mississippi.
Jednotky třídy Thomaston:
| Jméno                   | Spuštěna           | Vstup do služby   | Status                                                                                  |
| ----------------------- | ------------------ | ----------------- | --------------------------------------------------------------------------------------- |
| Thomaston (LSD-28)      | 9. února 1954      | 17. září 1954     | Vyřazena.                                                                               |
| Plymouth Rock (LSD-29)  | 7. května 1954     | 24. ledna 1955    | Vyřazena.                                                                               |
| Fort Snelling (LSD-30)  | 16. července 1954  | 24. ledna 1955    | Vyřazena.                                                                               |
| Point Defiance (LSD-31) | 28. září 1954      | 31. března 1955   | Vyřazena.                                                                               |
| Spiegel Grove (LSD-32)  | 10. listopadu 1955 | 8. června 1956    | Vyřazena.                                                                               |
| Alamo (LSD-33)          | 20. ledna 1956     | 24. srpna 1956    | Vyřazena, dne 18. ledna 1991 získána Brazílií jako Rio de Janeiro (G31). Vyřazena 2012. |
| Hermitage (LSD-34)      | 12. června 1956    | 17. prosince 1956 | Vyřazena, dne 2. října 1989 získána Brazílií jako Ceará (G30). Vyřazena 2016.           |
| Monticello (LSD-35)     | 10. srpna 1956     | 29. března 1957   | Vyřazena.                                                                               |

## Konstrukce

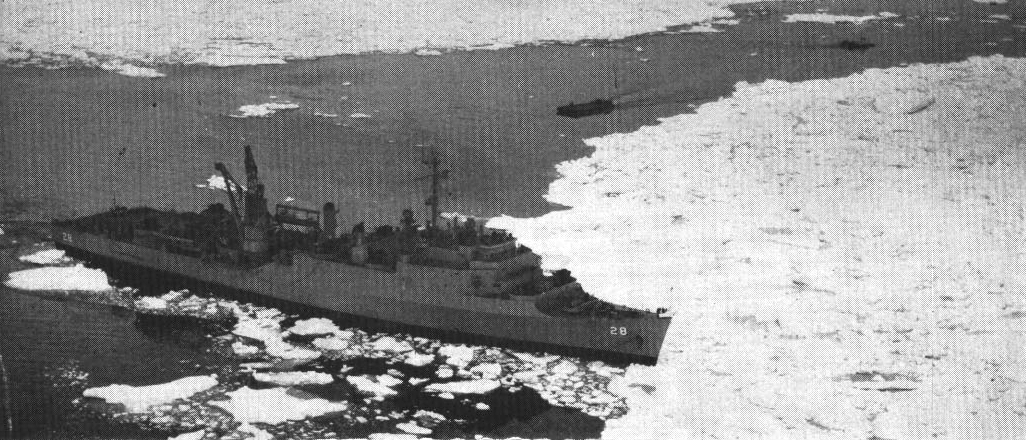
USS Thomaston (LSD-28)

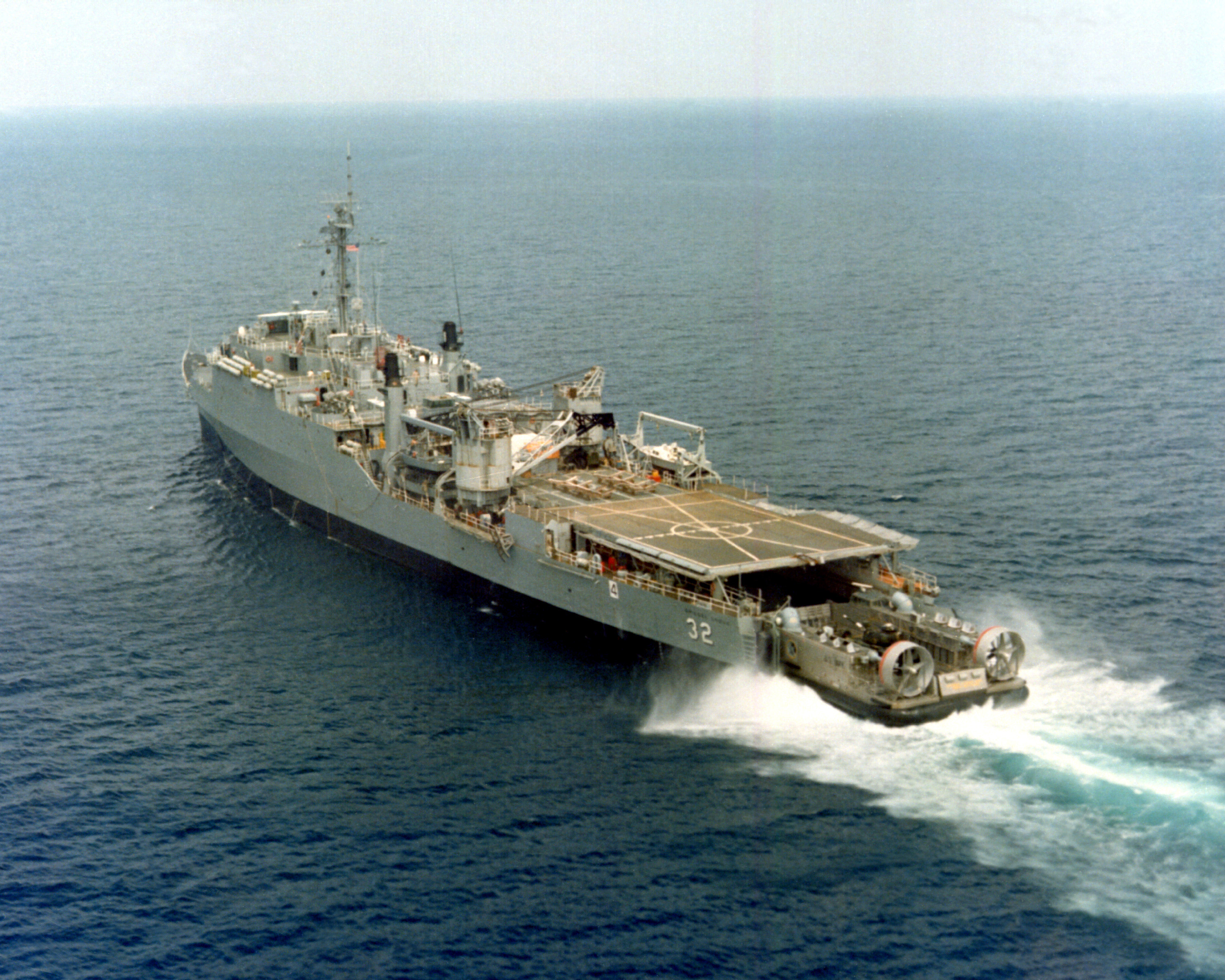
Vznášedlo LCAC vplouvá do doku USS Spiegel Grove (LSD-32)

Posádka lodí čítá až 304 mužů. Výsadek až 325 vojáků americké námořní pěchoty a jejich vybavení je z lodí prováděn pomocí výsadkových vznášedel Landing Craft Air Cushion, klasických výsadkových člunů či vrtulníků. Lodě jsou též vybaveny pro údržbu a opravy vysadkových plavidel. Výhodou tohoto typu lodí bylo, že mohla rychle vypustit výsadek, který se předtím bezpečně nalodil v krytém lodním doku.
Palubní dok o rozměrech 119x14,6 metru pojme tři výsadkové čluny LCU, devět výsadkových člunů LCM-8 či 50 obrněných výsadkových vozidel Amphibious Assault Vehicle (AAV). Loď je vybavena také pro jejich údržbu a opravy. Na palubě lodi může přistát jeden transportní vrtulník. Původní výzbroj tvořilo osm 76mm kanónů. Počet 76mm kanónů se snižoval a nakonec byly nahrazeny systémem blízké obrany Phalanx CIWS. Pohonný systém tvoří dva kotle a dvě turbíny, roztáčející dva lodní šrouby. Nejvyšší rychlost je 22 uzlů.